# Takuji Hayata
Takuji Hayata (n. 10 octombrie 1940, Tanabe, Prefectura Wakayama, Japonia) este un gimnast artistic ce a reprezentat Japonia, medaliat olimpic. A participat la o ediție a Jocurilor Olimpice (1964) în care a câștigat două medalii de aur.

## Participări
Lista de mai jos prezintă principalele competiții la care a participat Takuji Hayata de-a lungul carierei.
- gymnastics at the 1964 Summer Olympics – men's rings[*]